# Éliminatoires de la Coupe du monde de football 2018 : zone Afrique, groupe D
Navigation
Groupe C Groupe E
Le groupe D des éliminatoires de la Coupe du monde 2018 est composé du Sénégal, de l'Afrique du Sud, du Burkina Faso, et enfin du Cap-Vert, qui vient compléter le groupe.
Seul le 1er est qualifié pour la coupe du monde 2018. En cas d'égalité de points, à l'issue des matchs de groupe, celui-ci est désigné suivant les critères de la FIFA.

## Classement
| Rang | Équipe         | Pts | J | G | N | P | Bp | Bc | Diff |  | Résultats (▼ dom., ► ext.) |     |     |     |     |
| ---- | -------------- | --- | - | - | - | - | -- | -- | ---- |  | -------------------------- | --- | --- | --- | --- |
| 1    | Sénégal        | 14  | 6 | 4 | 2 | 0 | 10 | 3  | +7   |  | Sénégal                    |     | 0-0 | 3-0 | 2-1 |
| 2    | Burkina Faso   | 9   | 6 | 2 | 3 | 1 | 10 | 6  | +4   |  | Burkina Faso               | 2-2 |     | 4-0 | 1-1 |
| 3    | Cap-Vert       | 6   | 6 | 2 | 0 | 4 | 4  | 12 | -8   |  | Cap-Vert                   | 0-2 | 0-2 |     | 2-1 |
| 4    | Afrique du Sud | 4   | 6 | 1 | 1 | 4 | 7  | 10 | -3   |  | Afrique du Sud             | 0-2 | 3-1 | 1-2 |     |

- L'Afrique du Sud, le Burkina Faso et le Cap-Vert sont éliminés à la suite de la défaite (0-2) de l'Afrique du Sud face au Sénégal, l'adversaire de l'Afrique du Sud (le Sénégal) s'assure de terminer premier du groupe et se qualifie pour la Coupe du monde de football de 2018, le 10 novembre 2017.

## Résultats et calendrier
Le calendrier du groupe D a été publié par la FIFA le 24 juin 2016, suivant le tirage au sort au Caire en Égypte.
| 1re journée              | Sénégal                      | 2 – 0   | Cap-Vert | Stade Léopold-Sédar-Senghor, Dakar |                              |
| 9 octobre 2016 20:00 UTC | Diao Keita 24e · Sow 80e     | (1 - 0) |          | Arbitrage : Youssef Essrayri       | Arbitrage : Youssef Essrayri |
| 9 octobre 2016 20:00 UTC | Rapport (FIFA) Rapport (CAF) |         |          | Arbitrage : Youssef Essrayri       | Arbitrage : Youssef Essrayri |

| 8 octobre 2016 | Burkina Faso                 | 1 – 1   | Afrique du Sud | Stade du 4-Août, Ouagadougou |                            |
| 18:00 UTC      | Diawara 89e                  | (0 - 0) | 80e Furman     | Arbitrage : Redouane Jiyed   | Arbitrage : Redouane Jiyed |
| 18:00 UTC      | Rapport (FIFA) Rapport (CAF) |         |                | Arbitrage : Redouane Jiyed   | Arbitrage : Redouane Jiyed |

| 2e journée                                  | Afrique du Sud | 0 – 2   | Sénégal                      | Stade Peter Mokaba, Polokwane |  |
| 10 novembre 2017 (Match Rejoué) 19:00 UTC+2 |                | (0 - 2) | 12e Sakho · 38e (csc) Mkhize |                               |  |

| 12 novembre 2016 | Cap-Vert                     | 0 - 2   | Burkina Faso           | Stade national du Cap Vert, Praia |                                 |
| 14:00 UTC-1      |                              | (0 - 2) | 2e Dayo · 28e Nakoulma | Arbitrage : Bouchaab Lemghaifry   | Arbitrage : Bouchaab Lemghaifry |
| 14:00 UTC-1      | Rapport (FIFA) Rapport (CAF) |         |                        | Arbitrage : Bouchaab Lemghaifry   | Arbitrage : Bouchaab Lemghaifry |

| 3e journée             | Sénégal                      | 0 – 0   | Burkina Faso | Stade Léopold-Sédar-Senghor, Dakar |                          |
| 2 septembre 2017 20:00 |                              | (0 - 0) |              | Arbitrage : Joshua Bondo           | Arbitrage : Joshua Bondo |
| 2 septembre 2017 20:00 | Rapport (FIFA) Rapport (CAF) |         |              | Arbitrage : Joshua Bondo           | Arbitrage : Joshua Bondo |

| 1 septembre 2017 | Cap-Vert                     | 2 – 1   | Afrique du Sud | Stade national du Cap Vert, Praia |                               |
| 17:30            | Nuno Rocha 33e 38e (pen.)    | (2 - 1) | Rantie 14e     | Arbitrage : Mehdi Abid Charef     | Arbitrage : Mehdi Abid Charef |
| 17:30            | Rapport (FIFA) Rapport (CAF) |         |                | Arbitrage : Mehdi Abid Charef     | Arbitrage : Mehdi Abid Charef |

| 4e journée             | Afrique du Sud               | 1 – 2   | Cap-Vert          | Moses Mabhida Stadium, Durban |                            |
| 5 septembre 2017 19:00 | Jali 88e                     | (0 - 0) | 52e 67e Rodrigues | Arbitrage : Ferdinand Udoh    | Arbitrage : Ferdinand Udoh |
| 5 septembre 2017 19:00 | Rapport (FIFA) Rapport (CAF) |         |                   | Arbitrage : Ferdinand Udoh    | Arbitrage : Ferdinand Udoh |

| 5 septembre 2017 | Burkina Faso                  | 2 – 2   | Sénégal             | Stade du 4-Août, Ouagadougou |                           |
| 18:00            | Traoré 9e · N'Diaye 88e (csc) | (1 - 1) | 27e Sarr · 75e Mané | Arbitrage : Janny Sikazwe    | Arbitrage : Janny Sikazwe |
| 18:00            | Rapport (FIFA) Rapport (CAF)  |         |                     | Arbitrage : Janny Sikazwe    | Arbitrage : Janny Sikazwe |

| 5e journée                 | Afrique du Sud                       | 3 – 1   | Burkina Faso | FNB Stadium, Johannesbourg |                         |
| 7 octobre 2017 15:00 UTC+2 | Tau 1re · Zwane 33e · Vilakazi 45+1e | (3 - 0) | 87e Traoré   | Arbitrage : Sidi Alioum    | Arbitrage : Sidi Alioum |
| 7 octobre 2017 15:00 UTC+2 | Rapport (FIFA) Rapport (CAF)         |         |              | Arbitrage : Sidi Alioum    | Arbitrage : Sidi Alioum |

| 7 octobre 2017 | Cap-Vert                     | 0 - 2   | Sénégal                 | Stade national du Cap Vert, Praia |                          |
| 16:30 UTC-1    |                              | (0 - 0) | 81e Sakho · 90+2e Ndoye | Arbitrage : Ghead Grisha          | Arbitrage : Ghead Grisha |
| 16:30 UTC-1    | Rapport (FIFA) Rapport (CAF) |         |                         | Arbitrage : Ghead Grisha          | Arbitrage : Ghead Grisha |

| 6e journée       | Burkina Faso                       | 4 – 0 | Cap-Vert | Stade du 4-Août, Ouagadougou |  |
| 14 novembre 2017 |                                    | (-)   |          |                              |  |
| 14 novembre 2017 | [ Rapport (FIFA)] [ Rapport (CAF)] |       |          |                              |  |

| 14 novembre 2017 | Sénégal                            | 2 – 1 | Afrique du Sud | Stade Léopold-Sédar-Senghor, Dakar |  |
| UTC              |                                    | (-)   |                |                                    |  |
| UTC              | [ Rapport (FIFA)] [ Rapport (CAF)] |       |                |                                    |  |

## Buteurs
Tableau mis à jour après les résultats de la 5e journée
| Position | Joueur            | Pays           | Buts |
| -------- | ----------------- | -------------- | ---- |
| 1        | Nuno Rocha        | Cap-Vert       | 2    |
| -        | Garry Rodrigues   | Cap-Vert       | 2    |
| 3        | Dean Furman       | Afrique du Sud | 1    |
| -        | Andile Jali       | Afrique du Sud | 1    |
| -        | Tokelo Rantie     | Afrique du Sud | 1    |
| -        | Percy Tau         | Afrique du Sud | 1    |
| -        | Sibusiso Vilakazi | Afrique du Sud | 1    |
| -        | Themba Zwane      | Afrique du Sud | 1    |
| -        | Banou Diawara     | Burkina Faso   | 1    |
| -        | Issoufou Dayo     | Burkina Faso   | 1    |
| -        | Préjuce Nakoulma  | Burkina Faso   | 1    |
| -        | Alain Traoré      | Burkina Faso   | 1    |
| -        | Bertrand Traoré   | Burkina Faso   | 1    |
| -        | Keita Baldé Diao  | Sénégal        | 1    |
| -        | Sadio Mané        | Sénégal        | 1    |
| -        | Cheikh Ndoye      | Sénégal        | 1    |
| -        | Diafra Sakho      | Sénégal        | 2    |
| -        | Ismaïla Sarr      | Sénégal        | 1    |
| -        | Moussa Sow        | Sénégal        | 1    |

Contre son camp (csc)
| Position | Joueur              | Pays    | Buts | contre       |
| -------- | ------------------- | ------- | ---- | ------------ |
| -        | Pape Seydou N'Diaye | Sénégal | 1    | Burkina Faso |